# HRA Architekci
HRA Architekci – polska pracownia architektoniczna z Warszawy, założona w 1990. Zatrudnia ok. 100-osobowy zespół, co stawia ją w czołówce największych polskich biur architektonicznych. Specjalizuje się w dużych deweloperskich projektach biurowych i mieszkaniowych. Wielokrotnie nagradzana w konkursach międzynarodowych, m.in. II nagroda w konkursie na Symfonię Varsovia i I nagroda w konkursie HB Reavis na zespół biurowo-usługowy Burakowska.
Autor 2 wieżowców bocznych o wysokości 90 i 81 m wchodzących w skład kompleksu budynków biurowych Varso w Warszawie.